# La Trappe
La Trappe es una cerveza trapista, elaborada en la fábrica de cerveza Brouwerij de Koningshoeven situada en la abadía de Notre-Dame de Koningshoeven (en holandés: Once Lieve Vrouw van Koningshoeven) cerca de Tilburg, en los Países Bajos. 
Es una de las doce cervezas trapistas en el mundo, de las que once llevan el logo «Authentic trappist product» en la etiqueta, y una de las dos cervezas trappistes holandesas junto con la Zundert.

## Cervezas
La Trappe puede encontrarse en 9 variedades:
- Blond, rubia (6,5 %)
- Dubbel, tostada (7 %)
- Tripel, rubia (8 %)
- Quadrupel, tostada (10 %)
- Quadrupel Oak aged, tostada  (10 %), envejecida en barrica de roble
- Witte Trappist, blanca (5,5 %)
- Bockbier, cerveza bock, con varios cereales (7,3 %)
- Isid'Or, tostada (7,5 %)
- Puur, primera cerveza trapista de certificación ecológica (4,7 %).

## Etiqueta de cerveza trapista

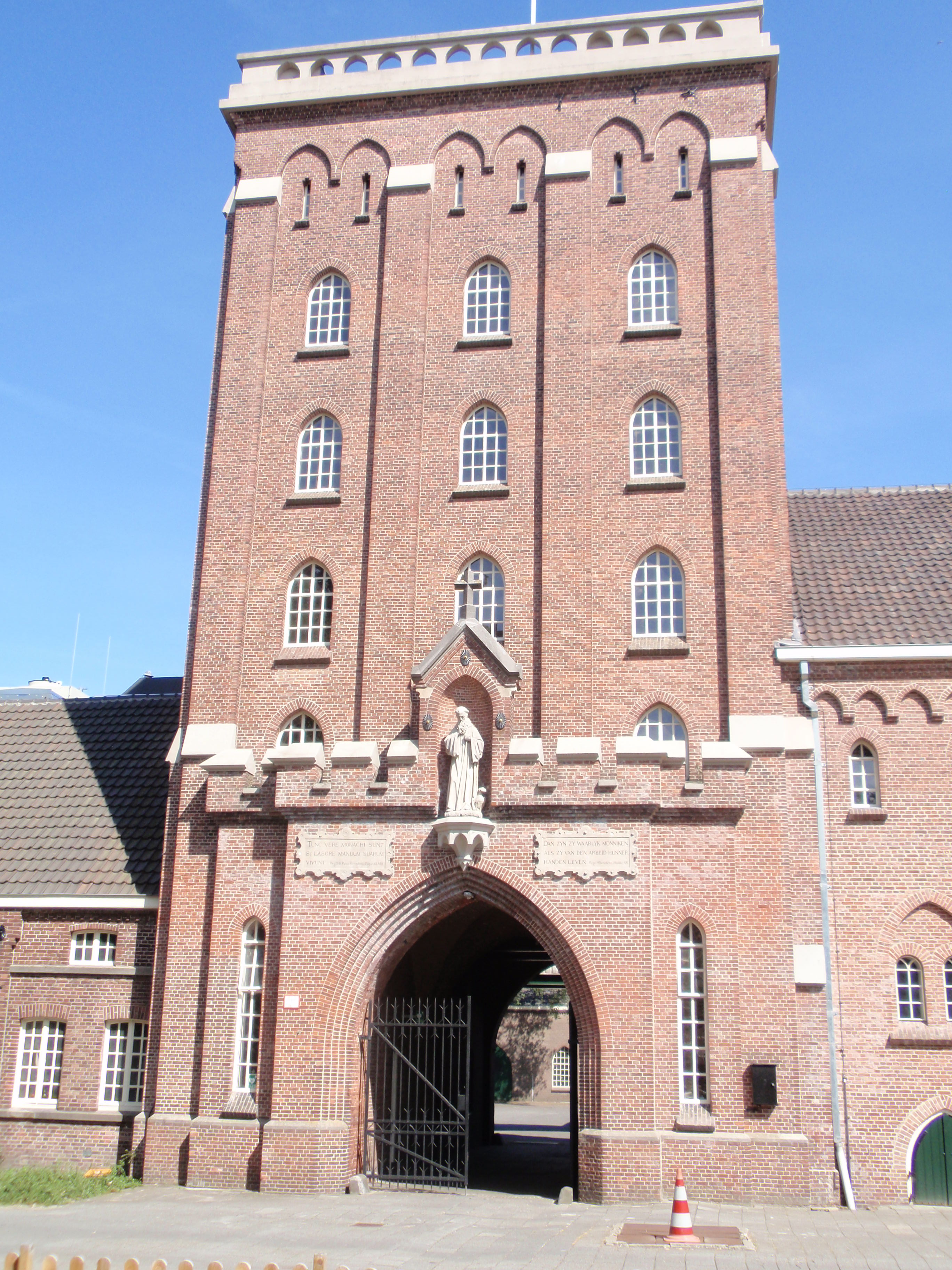
Entrada a la cervecería.

El estatus de cerveza trapista de La Trappe fue objeto de litigios. Después del acuerdo entre la abadía y la cervecería Bavaria en 1999, el empleo del logo Authentic Trappist Product (ATP) estaba cuestionado. La mención trappistenbier sin embargo siempre ha estado presente de forma legal. 
Después de numerosas discusiones con la asociación trapista internacional, la abadía recuperó el derecho, en septiembre de 2005, de fijar el logo Authentic Trappist Product sobre sus cervezas.